# Електрическа китара
Електрическа китара е музикален инструмент от групата на струнните инструменти. Това е разновидност на китарата, чийто звук се слуша само през озвучителна уредба. Излъчваният от нея акустичен звук е без голямо значение, защото чрез специални електромагнитни адаптери вибрацията на стоманените струни се преобразува в електрически сигнал. Тялото на електрическата китара е плоско без резонаторна кутия.

## Общи сведения
Първата електрическа китара с плътен корпус (не полуакустична) е изобретена от американеца Лео Фендър. Тази конструкция има жаргонното име „дъска“. Поради липсата на акустическо излъчване, струните издават звук с бавно затихване и метален тембър, с което звученето е съвсем различно от това на акустичната китара.
Трептенията на струните, които са стоманени, взаимодействат с магнитното поле на адаптерите. Адаптерите преобразуват промените в полето в променливо електрическо напрежение. Това напрежение преминава (евентуално) през приставки за ефекти и отива към озвучителната система, която дава звук с необходимата сила.
Има разработени и оптични адаптери, които позволяват да се използват струни от немагнитни материали (найлон, силикон и други синтетични материали).
Много рок и блус китаристи използват китари марка „Фендър“ като например Ингви Малмстийн, Михаел Шенкер и Ерик Клептън.
По-късно се развиват и други производители на ел. китари: „Ibanez“, „Jackson“, „Schecter“, „ESP“, целящи производството на инструменти за рок и метъл изпълнители.
Най-често използваните дървесни видове за изработка на електрически китари са махагон, клен, ясен, липа, елша, палисандър и абанос.

## Озвучаване
Звукоусилващата система най-общо представлява начален усилвател, в който са включени ефекти като ривърб, гейн и дисторшън и свързана към него тонколона. Той има и потенциометри за промяна на ниски, високи и средни честоти. Усилвателят се свързва с китарата посредсвом кабел или дистанционен микрофон, като между китарата и усилвателя могат да бъдат свързани ефекти (дисторшън, хорус, уа-уа ефект и др.) или мултиефект процесори симулиращи дигитално ефектите, които допълнително изкривяват звука. Усилвателите са различни марки, като едни най-известните марки са Marshall, Mesa/Boogie и фирмата за китари Fender.

## Основни части
Електрическата китара се използва в много стилове музика (рок, пънк, метъл). Това са основните части на електрическата китара. Отделно китарата се свързва с усилвател, тонколони и т.н.
1. Глава
2. Нът (задно магаренце)
3. Ключове за настройка на китарата
4. Прагчета (разделителни прегради, най-често направени от никелова сплав)
5. Truss Rod (метален прът, минаващ през грифа, който създава напрежение, обратно по посока на струните)
6. Инлей (декорации обозначаващи прагчетата)
7. Гриф
8. Сглобка на грифа към тялото (видима е от задната страна на китарата, вариантите са болтове или директно залепено дърво)
9. Тяло
10. Магнитни адаптери (използвани за да улавят трептенията на струните и да ги превръщат в електрически сигнал)
11. Електроника (потенциометри и диоди)
12. Бридж (предно магаренце)
13. Пикгард (пластмасово парче, което пази тялото на китарата от одраскване при свирене)

## Известни китаристи
- Ричи Блекмор
- Емпу Вуоринен
- Джон Фрушанте
- Джош Клингхофър
- Кърк Хамет
- Джон Норъм
- Джими Хендрикс
- Джими Пейдж
- Пол Гилбърт
- Ричи Самбора
- Ерик Клептън
- Марти Фрийдман
- Дейв Мъстейн
- Даймбег Даръл
- Еди Ван Хален
- Б.Б. Кинг
- Слаш
- Стийв Вай
- Джо Сатриани
- Джон Петручи
- Крис Бродерик
- Стенли Джордан
- Зак Уайлд
- Рихард Круспе-Бернщайн
- Ингви Малмстийн
- Вини Мур
- Петър Гюзелев